# ERN1
La enzima 1 α (IRE1α) que requiere serina / treonina-proteína quinasa / endoribonucleasa inositol es una enzima que en humanos está codificada por el gen ERN1.

## Función
La proteína codificada por este gen es la proteína 1 de señalización del RE al núcleo, un homólogo humano del producto del gen Ire1 de la levadura. Esta proteína posee actividad quinasa intrínseca y una actividad endoribonucleasa y es importante para alterar la expresión génica como respuesta a las señales de estrés basadas en el retículo endoplásmico (principalmente la respuesta de la proteína desplegada). Se han encontrado dos variantes de transcripción empalmadas alternativamente que codifican diferentes isoformas para este gen.

## Señalización
IRE1α posee dos dominios enzimáticos funcionales, un dominio de endonucleasa y un dominio de quinasa trans-autofosforilación. Tras la activación, IRE1α oligomeriza y lleva a cabo una actividad de corte y empalme de ARN no convencional, eliminando un intrón del ARNm de la proteína de unión X-box 1 (XBP1) y permitiendo que se traduzca en un factor de transcripción funcional, XBP1s. XBP1s regula al alza los genes chaperones ER y de degradación asociada al retículo endoplásmico (ERAD) que facilitan la recuperación del estrés ER .

## Interacciones
Se ha demostrado que ERN1 interactúa con la proteína de choque térmico 90kDa alfa (citosólico), miembro A1 .

## Inhibidores
Existen dos tipos de inhibidores dirigidos al núcleo catalítico del dominio RNasa o al bolsillo de unión a ATP del dominio quinasa.

### Inhibidores del dominio de ARNasa
Salicilaldehídos, 3-metoxi-6-bromosalicilaldehído, 4μ8C, MKC-3946, STF-083010 y toyocamicina.

### Bolsillo de unión de ATP
Sunitinib y APY29 inhiben la bolsa de unión a ATP pero activan alostéricamente el dominio de ARNasa IRE1α.
El compuesto 3 previene la actividad quinasa, oligomerización y actividad RNasa.